# Boudreville
Boudreville és un municipi francès, situat al departament de la Costa d'Or i a la regió de Borgonya - Franc Comtat. L'any 2007 tenia 64 habitants.

## Demografia

### Població
El 2007 la població de fet de Boudreville era de 64 persones. Hi havia 36 famílies, de les quals 16 eren unipersonals (4 homes vivint sols i 12 dones vivint soles) i 20 parelles sense fills.
La població ha evolucionat segons el següent gràfic:
Habitants censats

### Habitatges
El 2007 hi havia 58 habitatges, 39 eren l'habitatge principal de la família, 13 eren segones residències i 7 estaven desocupats. 57 eren cases i 1 era un apartament. Dels 39 habitatges principals, 36 estaven ocupats pels seus propietaris i 3 estaven llogats i ocupats pels llogaters; 4 tenien tres cambres, 11 en tenien quatre i 24 en tenien cinc o més. 29 habitatges disposaven pel capbaix d'una plaça de pàrquing. A 25 habitatges hi havia un automòbil i a 8 n'hi havia dos o més.

### Piràmide de població
La piràmide de població per edats i sexe el 2009 era:
| Homes | Edats   | Dones |
| ----- | ------- | ----- |
| 0     | 95 o +  | 0     |
| 0     | 90 a 94 | 4     |
| 0     | 85 a 89 | 4     |
| 0     | 80 a 84 | 0     |
| 12    | 75 a 79 | 8     |
| 4     | 70 a 74 | 12    |
| 4     | 65 a 69 | 4     |
| 0     | 60 a 64 | 0     |
| 0     | 55 a 59 | 0     |
| 4     | 50 a 54 | 8     |
| 0     | 45 a 49 | 0     |
| 0     | 40 a 44 | 0     |
| 0     | 35 a 39 | 0     |
| 0     | 30 a 34 | 0     |
| 0     | 25 a 29 | 4     |
| 0     | 20 a 24 | 0     |
| 0     | 15 a 19 | 0     |
| 0     | 10 a 14 | 0     |
| 0     | 5 a 9   | 0     |
| 0     | 0 a 4   | 0     |

## Economia
El 2007 la població en edat de treballar era de 26 persones, 13 eren actives i 13 eren inactives. De les 13 persones actives 10 estaven ocupades (7 homes i 3 dones) i 3 estaven aturades (2 homes i 1 dona). De les 13 persones inactives 6 estaven jubilades i 7 estaven classificades com a «altres inactius».
Activitats econòmiques
Dels 2 establiments que hi havia el 2007, 1 era d'una empresa de fabricació d'altres productes industrials i 1 d'una empresa immobiliària.
L'únic servei als particulars que hi havia el 2009 era una agència immobiliària.

## Poblacions més properes
El següent diagrama mostra les poblacions més properes.